# Xylocopa maidli
Xylocopa maidli är en biart som beskrevs av Maa 1940. Xylocopa maidli ingår i släktet snickarbin, och familjen långtungebin. Inga underarter finns listade i Catalogue of Life.